# 프랑스의 빅투아르
마리 루이즈 테레즈 빅투아르 드 프랑스(Marie-Louise-Thérèse-Victoire de France, 1733년 5월 11일 ~ 1799년 6월 7일)는 프랑스의 루이 15세와 마리 레슈친스카 사이에서 태어난 8명의 딸 중 하나로 프랑스의 왕족이다.

## 생애
자매들과 함께, 그녀는 1738년부터 퐁드브로 수도원(프랑스어: abbaye de Fontevrault)에서 지냈다. 수도원장 루이즈 프랑스와 드 로슈아르 드 모르드마르(Louise-Françoise de Rochechouart de Mortemart)은 74세였고 그 당시 최고라 여겨졌으면 동시에 엄격하고 지혜롭다고 여겨졌다. 1742년 루이즈 크래르 드 몽모랭 드 생 에랑(Louise-Claire de Montmorin de Saint Hérem)이 수도원장 자리를 이어받는다. 1745년 빅투아르 드 프랑스는 그녀의 자매들과 세례를 받았고 이 때부터 빅투아르란 이름으로 불리게 되었다.
빅투아르는 왕들 중 가장 외모가 출중했던 루이 15세의 딸들 중 가장 아름다웠다. 그녀의 아름다움을 두고 프랑스의 역사학자 피에르 드 놀악(Pierre de Nolhac)은 이렇게 평가하였다.
| “ | 그녀의 어두운 눈은 사람들을 걱정하게 하는 부드러움을 가지고 있었고 긴 눈썹들은 그녀의 볼을 어둡게 만들었다. 관능적인 입, 좁은 턱, 넓은 이마, 검은 머리들은 아름다운 얼굴을 이루었다. | ” |

빅투아르는 1748년 다시 궁으로 돌아왔다. 그녀의 어머니 마리 레슈친스카와 그녀의 형제 루이 페르디낭, 그녀의 자매들과 가깝게 지녔고 그들과 그녀의 아버지 루이 15세의 외도를 슬퍼하였다.
빅투아르는 그녀의 형제 자매들과 같이 여러 악기를 연주할 수 있었지만 왕궁 무도회는 좋아하지 않았다. 그녀는 그 당시 유행했던 정원과 외국 식물을 좋아하였다. 그녀의 언니 프랑스의 엘리사베타는 1739년 파르마의 필리포(Philippe Ier de Parme)와 결혼하였다. 그러나 1753년 엘리자베타는 필리포의 이복형제 스페인의 왕 페르난도 6세(Ferdinand VI d'Espagne)와 결혼하기를 원했다. 당시 그의 아내였던 스페인 왕비 포르투갈의 바르바라는 건강이 좋지 않았고 또 얼마 후 페르난도6세 또한 죽어서 이 결혼은 이뤄지지 않았다.
프랑스 혁명 동안, 친애왕 루이 15세와 마리 레슈친스카 사이의 자식은 빅투아르와 아델라이드(Adélaïde de France)공주만 생존해 있었다. 두 공주는 반기독교적 혁명에 반명에 반대하였고 1791년 2월 모욕들을 겪으며 프랑스를 떠났다.
그녀들은 이탈리아로 망명했다. 먼저 삐에몽의 왕과 결혼한 그녀들의 조카 클로틸드(Clotilde)가 살고있는 토리노, 그리고 교황 비오 6세에 의해 보호되는 로마로 갔고, 교황은 그녀들을 파르네즈궁(palais Farnèse)에서 살게 하였다.
프랑스 군대가 도착했을 때, 그녀들은 마리 앙투아네트의 자매였던 마리아 카롤리나 가 다스리고 있는 나폴리로 갔지만 그녀는 빅투아르와 그의 자매를 보기를 별로 원치 않았다. 두 노년의 자매는 1798년 다시 아드리아해를 건너며 도망을 치게 되었다.
1799년 6월 7일 빅투아르가 먼저 트리에스테에서 유방암으로 사망하였고, 아델라이드 또한 8개월밖에 살지 못했다. 후일 그녀들의 시신은 또 다른 조카인 루이 18세가 프랑스로 가져왔고 왕가가 안치되어온 생드니 대성당(프랑스어: Basilique Saint-Denis)에 묻혔다.